# ميك مولوني
ميك مولوني (بالإنجليزية: Mick Moloney) هو موسيقي أمريكي، ولد في 15 نوفمبر 1944 في ليمريك في جمهورية أيرلندا.

## وصلات خارجية
- الموقع الرسمي
- ميك مولوني على موقع IMDb (الإنجليزية)
- ميك مولوني على موقع ميوزك برينز (الإنجليزية)
- ميك مولوني على موقع ديسكوغز (الإنجليزية)